# Zjadacz grzechów (religioznawstwo)
Zjadacz grzechów – osoba, która poprzez rytualne spożycie pożywienia i napoju bierze na siebie grzechy innej osoby, często będącej na łożu śmierci, uwalniając jej duszę od tych grzechów i pozwalając jej odejść w spokoju.
Uważa się, że rytuał zjadania grzechów był praktykowany w niektórych rejonach Wielkiej Brytanii i przetrwał tam do wczesnych lat XX w. 1911 Encyclopeadia Britannica pod hasłem "sin eaters" podaje przykłady podobnych zwyczajów w innych częściach Europy.
Zjadacz grzechów wiódł życie osoby wykluczonej społecznie. Człowiek ten był przyprowadzany do łoża umierającej osoby, a krewny kładł skórkę chleba na jej piersi oraz podawał zjadaczowi, ponad ciałem umierającego, butelkę piwa. Po modlitwie lub recytacji formuły zjadacz wypijał piwo i zjadał chleb. W ten sposób razem z jedzeniem grzechy przenoszone były na odprawiającego rytuał.
Zgodnie z lokalną legendą Richard Munslow, którego grób znajduje się w Shropshire w Anglii, był ostatnim angielskim zjadaczem grzechów. Zmarł w 1906 roku.